# Lighter (Kyle Alessandro)
Lighter è un singolo del cantautore norvegese Kyle Alessandro, pubblicato il 24 gennaio 2025.

## Descrizione
Lighter è stata scritta, composta e prodotta da Kyle Alessandro Helgesen Villalobos e Adam Woods. Kyle ha raccontato che la canzone prende spunto dalle parole di sua madre, che, dopo aver ricevuto una diagnosi di cancro (da cui è poi guarita), gli ha detto di non perdere mai la sua luce e la sua forza. Il messaggio del brano è quello di reagire a ogni avversità e di trovare speranza anche nei momenti più bui.
Lo stesso Kyle Alessandro ha successivamente dichiarato di essersi ispirato a vari brani eurovisivi per la creazione del proprio: Zari di Marina Satti (2024) per la sonorità, a SloMo di Chanel (2022) per la scenografia, a Fairytale di Alexander Rybak (2009) per la strumentale dei violini ed, infine, a Fuego di Eleni Foureira (2018) specificamente per il fuoco pirotecnico, avendo collaborato peraltro con la medesima scenografa di quella performance, Mona Berntsen. Ha infine descritto il singolo come un misto tra Fairytale e SloMo, sottolineando la sua doppia cultura norvegese-spagnola.

## Promozione

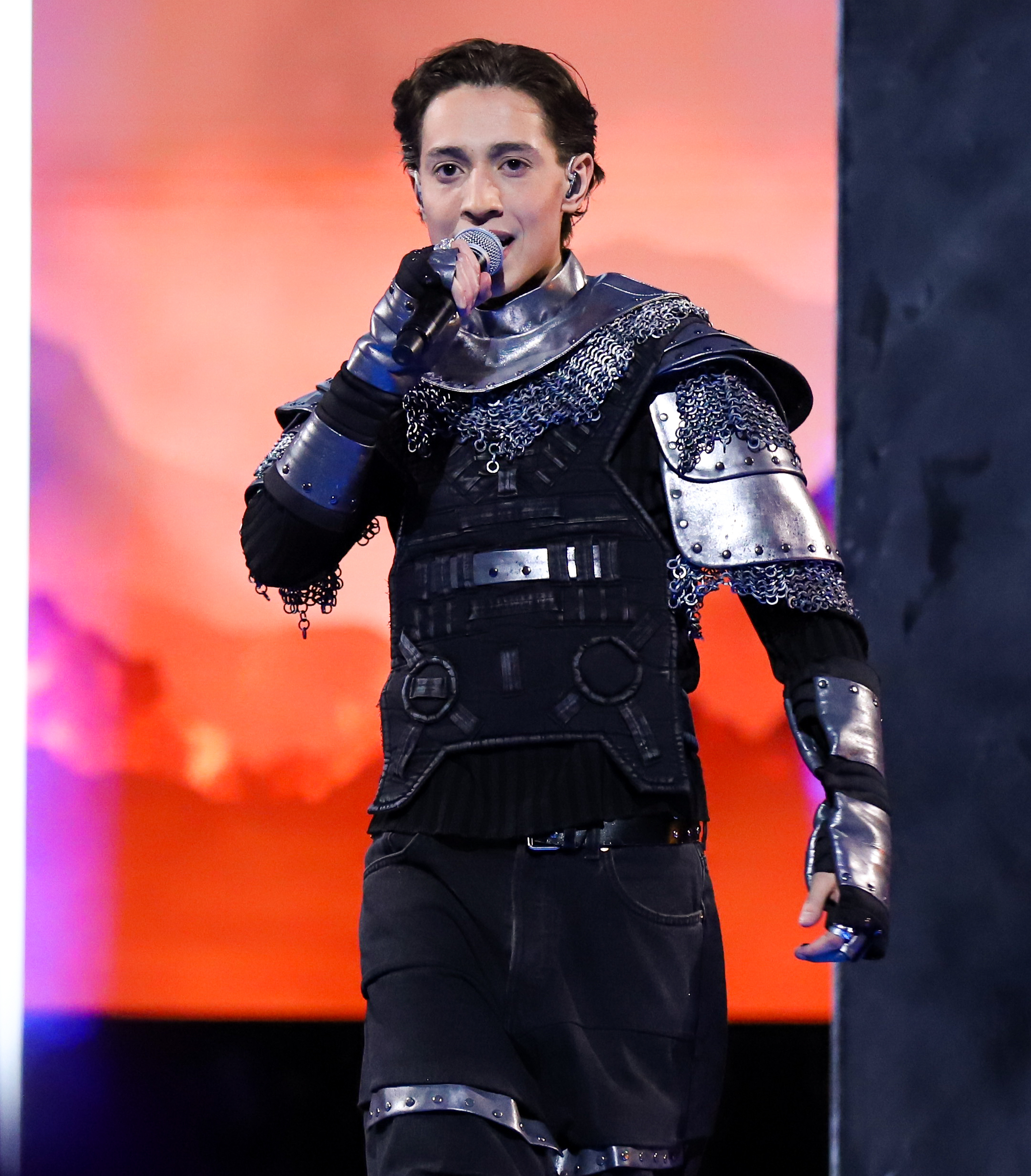
Kyle Alessandro mentre si esibisce sulle note di Lighter alla finale del Melodi Grand Prix, 15 febbraio 2025

Il 16 gennaio 2025 è stata annunciata la partecipazione di Kyle Alessandro con il brano Lighter al Melodi Grand Prix, il concorso utilizzato da NRK per selezionare il rappresentante norvegese all'Eurovision Song Contest. Il 15 febbraio successivo la canzone ha vinto la competizione con il favore di giuria e televoto, ottenendo il diritto di rappresentare la Norvegia sul palco eurovisivo di Basilea.

## Accoglienza
Il brano ha suscitato opinioni contrastanti tra i critici musicali. Tor Martin Bøe, sul quotidiano Verdens Gang, ha assegnato all'esibizione dal vivo tre punti su sei, descrivendo la canzone come "pop alla Game of Thrones" e criticando il drop che "non riesce a imporsi completamente". Su Dagbladet, invece, Kyle Alessandro ha ricevuto cinque punti su sei per la sua performance, con Ralf Lofstad che ha definito il ritornello "memorabile e ben cantato".

## Tracce
Testi e musiche di Kyle Alessandro Helgesen Villalobos e Adam Woods.
1. Lighter – 2:55

## Formazione
- Kyle Alessandro – voce, produzione
- Adam Woods – produzione
- Björn Engelmann – mastering
- Simon Bergseth – missaggio

## Classifiche
| Classifica (2025) | Posizione massima |
| ----------------- | ----------------- |
| Austria           | 14                |
| Finlandia         | 18                |
| Germania          | 68                |
| Grecia            | 4                 |
| Islanda           | 6                 |
| Lettonia          | 7                 |
| Lituania          | 2                 |
| Norvegia          | 6                 |
| Paesi Bassi       | 44                |
| Polonia           | 21                |
| Svezia            | 19                |
| Svizzera          | 8                 |